# 杜元宝
杜 元宝（杜元寶、と げんほう、生年不詳 - 453年）は、北魏の外戚。本貫は魏郡鄴県。

## 経歴
安南将軍・相州刺史の杜遺の長男として生まれた。鎮西将軍の号を受けた。452年（興安元年）12月、司空に上った。453年（興安2年）1月、京兆王の爵位を受けた。ときに父の杜遺が死去したため、元宝は急いで家に帰った。文成帝は杜遺が死んだことを知らず、元宝の入朝が遅いことをいぶかって、召しだした。元宝が入朝しようとすると、家の不幸を理由に断るよう勧める者があったが、元宝は文成帝に気に入られたかったために聞き入れず、喪中にあえて入朝した。2月、元宝は反乱を計画した罪で処刑され、親族も斬られた。ひとり元宝の子の杜世衡だけが生き延びた。
後に兗州の故吏の汲宗らが遺体の改葬を求めて許された。元宝の名誉は回復されて、散騎常侍・安南将軍の位を追贈され、南康公に追封された。諡は昭といった。子の杜世衡は杜遺の広平公の爵位を嗣いだ。

## 伝記資料
- 『魏書』巻83上 列伝第71上
- 『北史』巻80 列伝第68